# Man in Motion

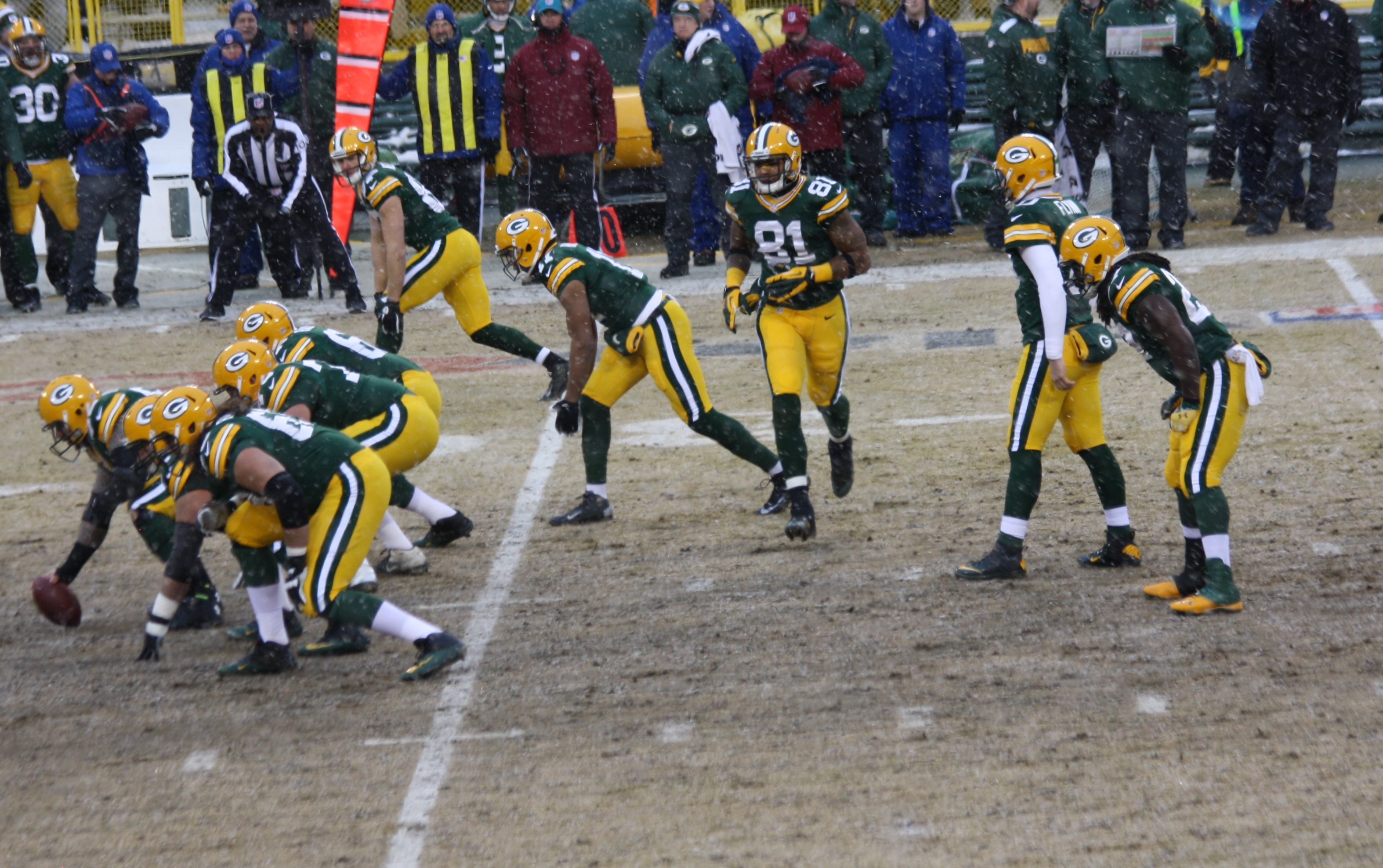
Der Tight End Andrew Quarless (81) lauft quer hinter der Line of Scrimmage als Man in Motion

Als Man in Motion bezeichnet man einen Spieler der Offense im American Football, der sich unmittelbar vor dem Snap bewegt.
Normalerweise müssen die Spieler der Offense unmittelbar vor dem Anspiel in Ruhe verharren und dürfen sich nicht bewegen und ihre Position ändern. Lediglich einem Spieler, der nicht an der Line of Scrimmage (Anspiellinie) steht, ist es erlaubt unmittelbar vor dem Snap (Anspiel) sich direkt hinter der Line of Scrimmage zu bewegen und seine Position zu verändern. Normalerweise wird diese Bewegung von einem einzelnen Wide Receiver ausgeführt, ersatzweise kann aber auch ein Tight End, ein Runningback oder ein Quarterback zur Ausführung herangezogen werden.
Der Man in Motion dient hauptsächlich dazu, die gegnerische Defense zu lesen, das heißt herauszufinden, ob die Verteidiger eine Mann- oder Zonendeckung spielen. Außerdem kann es zur Verwirrung der Defense beitragen, es erschwert ihr dem Angriffsspieler rechtzeitig einen geeigneten Verteidiger zuzuordnen.
Bei einer Motion kann der Spielzug direkt ausgeführt werden, noch während sich der Man in Motion bewegt. Er darf sich im Moment des Snaps nur parallel zur Line of Scrimmage bewegen oder von ihr weg – nicht auf sie zu.
Anders verhält es sich bei einem sogenannten Shift, bei dem sich mehr Spieler vor dem Spielzug bewegen dürfen. Um der Defense die Möglichkeit zu geben sich richtig zu positionieren, muss die Bewegung der Spieler vor dem Snap beendet sein und alle Spieler müssen mindestens eine Sekunde stillgestanden haben. Auch bevor ein Spieler in Motion geht, müssen alle elf Spieler bereits eine Sekunde verharrt haben.
Eine Verletzung der Regel bringt eine Raumstrafe von 5 Yards für die Offense mit sich. Als Synonym wird häufig auch der Begriff Player in Motion verwendet.